# María Joaquina de Viera y Clavijo
María Joaquina Viera y Clavijo (Puerto de la Cruz, 27 de marzo de 1737-Las Palmas de Gran Canaria, c. 1819) fue una escultora y escritora española considerada la primera mujer poeta de Canarias.

## Biografía
Sus padres fueron Gabriel del Álamo y Viera y Antonia María Clavijo Álvarez. Fue la hermana del historiador canario José Viera y Clavijo. Acompañó y cuidó a sus padres hasta que murieron y en 1782 se trasladó a Las Palmas de Gran Canaria con su hermano al que cuida también hasta que este falleció en 1813. Siguió viviendo en la ciudad de Las Palmas hasta su muerte en 1819.
Probablemente su hermano José influyó mucho en su educación y facilitó que accediera a un entorno cultural que no era el propio de las mujeres de ese tiempo. Se relacionó con los mejores artistas insulares de aquellos años, primero en La Laguna, cuando fue discípula del imaginero José Rodríguez de la Oliva, y después en Las Palmas de Gran Canaria, donde conoció a Nicolás Eduardo y a Luján Pérez.

### Trayectoria artística
Escribió sobre temas variados: costumbristas, religiosos, circunstanciales para dejar constancia de sucesos históricos canarios o de asuntos políticos (cumpleaños reales, recepciones), pero también de censura al destronado Godoy (“cruel, despótico, tirano, / monstruo horrendo e inhumano”) tras el Motín de Aranjuez. Hizo crítica social en las endechas tituladas Vejamen a las presumidas modistas, en las que censura con gracia distintos tipos de mujer moderna, las modas (las tapadas frente a las elegantes, partidarias de las novedades extranjeras en el vestir), con una descalificación radical de las mujeres desenfadadas, de la “marcialidad” con austeros criterios morales. La misma razón le lleva a cultivar una abundante poesía religiosa escrita con una actitud piadosa que convierte muchos de sus versos en oración fervorosa, recordando sus estudios en el convento de Santo Domingo, donde se hallan motivos sacados de la Biblia, asuntos sobre el calendario eclesiástico, temas marianos, personajes religiosos.
Participó en las reuniones sociales y tertulias literarias dando a conocer sus versos, y lo que era menos frecuente para las mujeres se convierte en discípula del escultor José Rodríguez de la Oliva, trabajando en su taller. Sus obras de arte no llegaron al espacio comercial.De su obra escultórica no se ha conservado nada. Para sus esculturas utilizó el barro, un material frágil. Además, realizó retratos de algunos religiosos: Juan Bautista Cervera, El Padre Facenta o Vicente Ramos.

## Obra
Sus poemas, firmados bajo el pseudónimo “una dama canaria”, son críticos y satíricos con la situación política que vivía España a principios del siglo XIX. Probablemente el público de sus versos eran amigos y amigas, porque gran parte de sus poemas iban dedicado a algunas de estas amistades y enviados por correspondencia.
Su obra poética quedó inédita entre los papeles de su hermano y en otras fuentes, aunque la colección más completa se conserva en un archivo particular del que hizo una copia manuscrita Agustín Millares Torres (1880) que se conserva en el Museo Canario de Las Palmas.
José Agustín Álvarez Rixo escribió en 1868 una biografía sobre esta autora que se conserva en su archivo personal, donado a la Biblioteca de la Universidad de La Laguna por sus herederos en el año 2014. En ella se relaciona la producción literaria de doña Joaquina que da idea de su religiosidad y de su decoro por las buenas costumbres, también de su sentido del humor y patriotismo. Se le considera la primera mujer poeta de Canarias.

## Premios y reconocimientos
- El 8 de junio de 2023 el Cabildo de Tenerife le otorgó la distinción de "Hija Predilecto de la isla", a título póstumo.[5]
- 2024 Protagonista del Día de las Escritoras en 2024 por el Gobierno de Canarias.[4]